# 植田ゆう希
植田 ゆう希（うえだ ゆうき、1986年11月7日 - ）は、東京都出身の女優、司会者、プロレスラー。アルファセレクションに所属していた。

## 人物
身長162cm。体重50kg。
趣味は観劇。特技は服飾（パターン、裁縫）、お菓子作り（クッキー、ケーキ）、女子プロレス、陸上競技。

## 出演作品

### テレビドラマ
- 夏ドラ!スペシャル・新幹線ガール（2007年、日本テレビ） - パーサー研修生
- 金曜ドラマ / Around40〜注文の多いオンナたち〜（2008年、TBS） - ナース
- 木曜ナイトドラマ / リセット 第12話（2009年、読売テレビ・日本テレビ） - 幸子の友人
- アタシんちの男子 第1話（2009年、フジテレビ） - 瑠奈
- ドラマ8 / ゴーストフレンズ 第4話（2009年、NHK） - ゴースト
- さよならが言えなくて〜子供たちに迫るドラッグの誘惑、夜回り先生の苦悩〜（2009年、テレビ朝日） - 若い夫婦
- 土曜時代劇 / オトコマエ!2 第8話（2009年、NHK） - お豊の娘
- リアル・クローズ 第4話（2009年、関西テレビ・フジテレビ） - 絹恵の同級生
- 崖っぷちのエリー〜この世でいちばん大事な「カネ」の話〜 最終話（2010年、テレビ朝日） - 看護士
- 連続テレビ小説 / おひさま（2011年、NHK） - 女学生
- 花嫁のれん 第2シリーズ（2011年、東海テレビ・フジテレビ） - 小川の娘
- 非公認戦隊アキバレンジャー（2012年、BS朝日・TOKYO MX） - たづ子
  - 非公認戦隊アキバレンジャー シーズン痛（2013年、BS朝日・TOKYO MX） - たづ子
- モメる門には福きたる 第25話（2013年、東海テレビ・フジテレビ）
- 土曜ワイド劇場 / 人類学者・岬久美子の殺人鑑定 第3作（2013年、テレビ朝日） - 女子柔道部員
- MR.BRAIN 第6話（2013年、TBS） - 同窓会の司会者
- ワカコ酒 Season1 第4話（2015年、BSジャパン） - 奈美
- ゴーストレート（2015年、フジテレビTWO） - 憑依する女

### テレビ番組
- 手紙バラエティ 三丁目のポスト（テレビ東京）
- マッスルビーナス（2008年、テレビ埼玉）
- 踊る!さんま御殿!!（日本テレビ）

### 映画
- Mayu -ココロの星-（2007年、ティ・ジョイ） - 入院患者
- スリーカウント（2009年） - 野村明日香
- ちょんまげぷりん（2010年、ジェイ・ストーム） - リエ
- 君に届け（2010年、東宝） - 田中ゆう希
- アベックパンチ（2011年） - ホウボウ
- SPINNING KITE（2013年、ネイキッド） - あゆみ
- Father「俺の屍を越えてゆけ」（2013年、アルファセレクション） - 水木優子
- 華魂 幻影（2016年、渋谷プロダクション) - 映画館観客

### 舞台
- 阿弖流為（あてるい) - 御霊御前
- パンドラの鐘 - 主演：ヒメジョー
- 桜の森の満開の下 - 主演：夜長姫
- 東京俳優市場2008夏
- 隙間風ヒートアップ
- いないかもしれない 動ver
- 果てまでの旅

### CM
- タウンワーク
- パールショップともえ
- 日清食品・カップヌードル 「壁ドン編」 - 腐女子
- ドラゴンリーグ

### WEB
- KDDIじぶん銀行（2010年）
- 100シーンの恋バスケ編「終わらない夢を、君と」 - 女子大生・バスケ選手
- チームホッシーナYouTubeドラマ第一弾「そして誰もいなくなった」（YouTube）

## MC
- 東日本大震災支援 絵本読み聞かせイベント
- ドラッグストアショー2014
- エステーブース
- ベネッセ イベント2015
- エコプロ2014、2015
- 富士ゼロックスブース